# 카우치북아메리카두꺼비
카우치북아메리카두꺼비(Scaphiopus couchii, Couch's spadefoot toad)는 미국 남서부 콜로라도와 중앙 오클라호마, 북부 멕시코와 바하반도, 소노란 사막 일부와 애리조나, 캘리포니아에서 서식하는 북아메리카두꺼비(spadefoot toad)의 일종이다. 데리어스 N. 카우치(Darius N. Couch)에 의해 첫 표본이 수집되었기에, 그의 이름이 붙었다.

## 특징
북아메리카두꺼비는 다른 두꺼비가 수평 눈동자를 가진 것과 달리 수직 눈동자를 지니고 있다. 뒷발 밑면에 '삽'(spade)처럼 생긴 딱딱하고 어두운 돌기가 있어 삽발두꺼비로도 불린다. 이는 수분손실을 방지하고 포식자를 피해 땅을 파고 들어가기 위한 용도로 사용된다.
건조한 사막환경에 적응하기 위해 일년 중 11개월 가량을 땅속에서 동면과 같은 상태로 지내며, 이 기간동안 수분의 손실을 막기위해 소변의 농도가 극도로 농축되게 된다. 또한, 1달간 사막에 폭풍우가 몰아칠때만 깨어나 짝짓기를 한다. 두꺼비(toad)라는 이름과 다르게 개구리와 생물학적으로 좀 더 가깝다. 마찬가지로, 무당개구리도 영어권에서 'Oriental fire bellied toad'라고 부르지만, 생물학적으로 개구리의 일종에 속한다.